# Francisc de Sales
Francisc de Sales (François de Sales) (n. 16 august 1567, Château de Thorens⁠(d), Auvergne-Rhône-Alpes, Franța – d. 28 decembrie 1622, Lyon, Regatul Franței) a fost un episcop catolic al Genevei, cu reședința în Annecy, Geneva fiind ocupată în vremea respectivă de calviniști. Francisc de Sales a fost canonizat în anul 1665.

## Viața
S-a născut la Castelul Sales din Savoia în 1567. A studiat dreptul la Universitatea din Paris și la Universitatea din Padova. La Padova l-a cunoscut pe Antonio Possevino, care l-a influențat în direcția teologiei. A fost sfințit preot în anul 1594. A lucrat mult pentru redresarea catolicismului în țara sa, predicând cu succes printre calvinii de la sudul lacului Geneva. Ales episcop de Geneva (cu sediul la Annecy) în 1602, s-a arătat un adevărat păstor față de clerici și față de credincioși, educându-i în credință prin scrieri și prin tot ce a întreprins, fiind un exemplu pentru toți. Cele mai celebre scrieri ale sale sunt Philothea și Theotimus, actuale încă și astăzi.
Împreună cu Sf. Ioana Francisca de Chantal, a întemeiat Ordinul Vizitațiunii Mariei, „Salezianele” („Societatea Salezienilor” a fost întemeiată de Sf. Ioan Bosco).
A murit la Lyon în 28 decembrie 1622. În ziua de 24 ianuarie trupul său a fost înmormântat la Annecy.
În anul 1922, cu ocazia sărbătoririi a 300 de ani de la moartea sa, papa Pius al XII-lea l-a declarat patron al presei și scriitorilor catolici.
Este sărbătorit în Biserica Catolică la 24 ianuarie.

## Scrieri
- Introduction à la vie dévote (numită Philothea), Lyon, 1608;
- Traité de l'amour de Dieu (numit Theotimus), Lyon, 1616;
- Les vrays entretiens spirituels, Annecy, 1629;
- Les controverses (Défense de l'autorité de l'église, Les Règles de la foi, Les Règles de la foi sont observées dans l'Église Catholique), Annecy, 1672.
- Lettres (2105 lettres), 1593-1622;
- Sermons (232 sermons), 1593-1622;
- Opsucules (313 opuscules), 1580-1622;
- Toate scrierile indicate mai sus sunt reunite în Oeuvres complètes, 27 vol., Annecy, 1892-1964.
- Oeuvres, textes présentés et annotés par Andre Ravier avec la collaboration de Roger Devos, Paris, 1969.